# 鷓鴣粥
鷓鴣粥是以鷓鴣肉和雞肉煮成的湯羹，傳說於1930年代的澳門，有人消遣後喉痛聲沙，需要可降火及容易下咽的食品，遂有人將可以化痰止咳的鷓鴣做成肉糜而成鷓鴣粥。
另一說是起源於中山。

## 做法
鷓鴣肉、雞肉、雞肝蒸熟後切成蓉，與蒸熟打成蓉的參薯加水煮滾。